# زراعة الأعضاء (أنسجة)
زراعة الأعضاء (بالإنجليزية: Organ culture)‏ تعتبر أحد أشكال تطور أساليب البحث في زراعة الانسجة، حيث أن زراعة الأعضاء قادرة على نمذجة وظائف العضو بدقة في مختلف الحالات والظروف من خلال استخدام العضو الفعلي في المختبر نفسه.
يمكن زراعة أجزاء من عضو أو عضو كامل في المختبر. الهدف الرئيسي هو الحفاظ على بنية الأنسجة وتوجيهها نحو التطور الطبيعي، في هذه التقنية من الضروري ألا تتلف الأنسجة أو تتعفن. وبالتالي يتطلب معالجة دقيقة، عادةً ما تكون الوسائط المستخدمة في زراعة الأعضاء المتنامية هي نفسها المستخدمة في زراعة الأنسجة. يمكن تصنيف تقنيات زراعة الأعضاء إلى أولا تلك التي تستخدم وسطًا صلبًا وثانيًا تلك التي تستخدم وسطًا سائلًا.

## التقدم الحالي
أبلغ العلماء عن تجربة ناجحة لسبع مثانات نمت في المختبر وأعطيت للبشر في أبريل 2006. قام أنطوني أتالا بزراعة المثانة من قبل معهد ويك فورست للطب التجديدي في وينستون سالم بولاية شمال كارولينا، زرعت عظام الفك في جامعة كولومبيا، كما زرعت الرئة في جامعة ييل، قامت دوريس تايلور بتربية قلب الفئران النابض في جامعة مينيسوتا، وزرعت كلية اصطناعية بواسطة ديفيد هيومز في جامعة ميشيغان.
استخدمت قطع الحرير من شرانق دودة القز بنجاح كسقالات نمو لإنتاج أنسجة القلب، لا تتجدد أنسجة القلب في حالة تلفها لذا فإن إنتاج انسجة بديلة له أهمية كبيرة، استخدمت التجربة خلايا قلب الفئران وأنتجت أنسجة قلب وظيفية. من أجل اختبار التطبيقات على البشر كعلاج، لابد من إيجاد طريقة لتحويل الخلايا الجذعية البشرية إلى أنسجة القلب
في عام 2015، تمكن هارالد أوت من إنماء طرف أمامي للفأر. يعمل الآن العمل في مختبر أوت على إنشاء قلوب صناعية حيوية ورئتين وقصبة هوائية وكلى.
في عام 2016، أجري اختبار آخر استخدم فيه الخلايا البشرية لتجميع منظم بشكل معقد لأنسجة القلب. أثبتت القلوب في النهاية أنها غير ناضجة ولكنها أثبتت أننا ما زلنا نخطو خطوة أخرى لصنع قلب من الخلايا الجذعية.
في يناير 2017، تمكن علماء من معهد سالك للدراسات البيولوجية من تطوير جنين خنزير يحتوي على جزء من الحمض النووي الخاص به، وهو أمر بالغ الأهمية لنمو الأعضاء، ثم قاموا بإدخال الخلايا الجذعية البشرية داخل جنين الخنزير لجعل الحمض النووي البشري يملأ الفجوات.

## المنهجية

### الثقافة في المختبر
تعد زراعة الأعضاء الجنينية بديلاً أسهل لزراعة الأعضاء الطبيعية المشتقة من الحيوانات البالغة. فيما يلي أربع تقنيات تستخدم في زراعة الأعضاء الجنينية.

#### طريقة تجلط البلازما
فيما يلي خطوات عامة في زراعة الأعضاء على جلطات البلازما:
1. تحضير جلطة بلازما عن طريق خلط 15 قطرة من البلازما مع خمس قطرات من خلاصة الأجنة في زجاج الساعة.
2. ضع كأسًا للساعة على وسادة من الصوف القطني في طبق بتري؛ والاحتفاظ بالصوف القطني رطبًا لمنع التبخر المفرط من الطبق.
3. ضع قطعة صغيرة من الأنسجة تم تشريحها بعناية فوق جلطات البلازما في زجاج الساعة.

عدلت هذه التقنية واستخدمت مجموعة من ورق العدسات أو شبكة من الحرير الصناعي التي توضع عليها الأنسجة. يمكن بعد ذلك نقل الأنسجة عن طريق الطوافة بسهولة، حيث تزال السوائل الزائدة وتوضع شبكة مع الأنسجة مرة أخرى.

#### طريقة آجار جل
يتم استخدام الوسائط المتصلبة بالأجار في زراعة الأعضاء وتتكون هذه الوسائط من 7 أجزاء 1 ٪ أجار في BSS و3 أجزاء من مستخلص جنين الصيصان و3 أجزاء من مصل الحصان.، يستخدم الوسائط المحددة مع أو بدون مصل مع أجار. الوسيط مع الأجار يوفر الدعم الميكانيكي لزراعة الأعضاء. تنمو الأعضاء الجنينية بشكل جيد بشكل عام على الأجار، لكن زراعة الأعضاء البالغة لن تبقى على هذه الوسيلة.
تزداد صعوبة زراعة الأعضاء البالغة أو أجزاء من الحيوانات البالغة بسبب زيادة احتياجاتها من الأكسجين. تم استنبات مجموعة متنوعة من أعضاء البالغين (مثل الكبد) باستخدام وسائط خاصة مع جهاز خاص (غرفة ثقافة تاول 2). منذ أن وجد أن المصل سام، واستخدمت وسائط خالية من المصل، وسمح الجهاز الخاص باستخدام 95٪ من الأكسجين.

#### طرق الطوافة
يوضع النبات المستأصل في هذه الطريقة على مجموعة من ورق العدسات أو أسيتات الرايون، والتي تطفو على مصل الدم في زجاج الساعة، صُنعت أطواف أسيتات رايون لتطفو على المصل من خلال معالجة زواياها الأربعة بالسيليكون.
وبالمثل تحسن قابلية تعويم ورق العدسة بمعالجته بالسيليكون التي عادة ما توضع 4 إكسبلنتس على كل طوف أو أكثر.
في مزيج من تقنيات الطوافة والتخثر، يوضع النباتات المستأصلة أولاً على طوف مناسب، ثم يحتفظ بها على جلطة البلازما. هذا التعديل يجعل تغيير الوسائط أمرًا سهلاً، ويمنع غرق النباتات المستأصلة في البلازما المسيلة.

#### طريقة الشبكة
في البداية ابتكرها تروويل في عام 1954 وتستخدم طريقة الشبكة 25 مم× 25 مم من شبكة سلكية مناسبة أو صفائح مثقبة من الفولاذ المقاوم للصدأ والتي تكون حوافها مثنية لتشكيل 4 أرجل بارتفاع 4 مم تقريبًا.
توضع أنسجة الهيكل العظمي بشكل عام مباشرة على الشبكة، لكن الأنسجة اللينة مثل الغدد أو الجلد توضع أولاً على أطواف، والتي تحفظ بعد ذلك على الشبكات.
توضع الشبكات نفسها في غرفة زراعة مملوءة بسائل سائل يصل إلى الشبكة؛ وتزود الغرفة بمزيج من الأكسجين وثاني أكسيد الكربون لتلبية متطلبات الأكسجين العالية لأعضاء الثدييات البالغة ويستخدم تعديل طريقة الشبكة الأصلية على نطاق واسع لدراسة نمو وتمايز الأنسجة البالغة والأجنة.

## الإستخدامات
يمكن أن تكون الأعضاء المزروعة بديلاً لأعضاء الآخرين (الأحياء أو المتوفين)، هذا مفيد لأن توافر الأعضاء القابلة للزرع (الاعضاء الماخوذة من أشخاص آخرين) آخذ في الانخفاض في البلدان المتقدمة.
ميزة أخرى هي أن الأعضاء المزروعة التي طورت باستخدام الخلايا الجذعية الخاصة بالمريض من شأنها أن تجعل المريض ليس بحاجة إلى الأدوية المثبطة للمناعة.

## تقييد زراعة الأعضاء
غالبًا ما تكون النتائج من زراعة الأعضاء في المختبر غير قابلة للمقارنة مع تلك التي يحصل عليها من الدراسات في الجسم الحي (مثل الدراسات حول تأثير الدواء)؛ نظرًا لأن الأدوية تستقبل في الجسم الحي وليس في المختبر.

## روابط خارجية
- Fetal Thymus Organ Culture